# Spoorlijn Caen - Courseulles-sur-Mer
De Spoorlijn Caen - Courseulles-sur-Mer was een Franse spoorlijn van Caen naar Courseulles-sur-Mer. De lijn was 28,3 km lang.

## Geschiedenis
De lijn werd in gedeeltes geopend door Mauger Père et fils, van Caen-Saint-Martin naar Luc-sur Mer op 30 juni 1875, van Luc-sur Mer naar Saint-Aubin-sur-Mer op 8 juli 1876 en van Saint-Aubin-sur-Mer naar Courseulles-sur-Mer op 31 augustus 1876. Het raccordement tussen Caen en Caen-Saint-Martin werd geopend op 12 september 1877, hiermee werd er een verbinding gemaakt met het spoornet van de Compagnie des chemins de fer de l'Ouest.
Tussen Luc-sur-Mer en het eindpunt bij Courseulles-sur-Mer was er een derde rail voor de Chemins de fer du Calvados die gebuikt maakte van een spoorwijdte van 600 mm.

## Aansluitingen
In de volgende plaats was er een aansluiting op de volgende spoorlijnen:
Caen
RFN 366 000, spoorlijn tussen Mantes-la-Jolie en Cherbourg
RFN 380 000, spoorlijn tussen Caen en Dozulé-Putot
RFN 383 300, raccordement maritime van Caen
RFN 383 900, bedieningsspoor ZI de Blainville
RFN 412 000, spoorlijn tussen Caen en Cerisy-Belle-Étoile
RFN 413 000, spoorlijn tussen Caen en Vire